# Cuspidaria variola
Cuspidaria variola is een tweekleppigensoort uit de familie van de Cuspidariidae. De wetenschappelijke naam van de soort is voor het eerst geldig gepubliceerd in 1979 door F. R. Bernard.